# Medalla por Servicio Impecable (Bielorrusia)
La Medalla por Servicio Impecable (en bielorruso: Медаль «За бездакорную службу») es una condecoración estatal de la República de Bielorrusia. Fue establecida por la Ley de la República de Bielorrusia de fecha 13 de abril de 1995 N.º 3726-XII, titulada «Sobre los premios estatales de la República de Bielorrusia». Se otorga por servicio prolongado a los miembros meritorios del personal militar de las Fuerzas Armadas de Bielorrusia, del Ministerio de Asuntos Internos y del Ministerio de Protección del Orden Público, para reconocer diez (3.er grado), quince (2.do grado) y veinte (1.er grado) años de fiel e impecable servicio al Estado.

## Criterios de concesión
La Medalla por Servicio Impecable se otorga al personal militar, miembros superiores y de base de los órganos de asuntos internos, órganos de investigación financiera del Comité de Control Estatal de la República de Bielorrusia, órganos y divisiones para situaciones de emergencia y funcionarios de los órganos de aduanas que hayan servido impecablemente durante 10, 15 y 20 años, respectivamente.
La Medalla por Servicio Impecable consta de tres grados:
- Medalla de 1.er grado (por 20 años de servicio impecable)
- Medalla de 2.do grado (por 15 años de servicio impecable)
- Medalla de 3.er grado (por 10 años de servicio impecable)

El grado más alto de la medalla es el 1.er grado. La adjudicación se realiza de forma secuencial: primero el tercero, luego el segundo y finalmente el primer grado. Sin embargo, las personas galardonadas previamente con la Medalla por Servicio Impecable de la URSS, pueden ser nominadas para la Medalla por Servicio Impecable del siguiente grado.
La insignia de la orden se lleva en el lado izquierdo del pecho y, en presencia de otras órdenes y medallas de la República de Bielorrusia, se coloca en orden de prevalencia de grados después de la Medalla de Francysk Skaryna.

## Descripción
Es una medalla de tombac con un baño de plata con forma circular de 33 mm de diámetro y con un borde elevado por ambos lados.
En el anverso de la medalla, en el lado exterior a lo largo de la circunferencia de la medalla se puede observar la inscripción «Por Servicio Impecable» (en bielorruso, «За бездакорную службу»), en el centro del círculo hay una imagen en relieve del Escudo de Armas del Estado de la República de Bielorrusia, en la parte inferior: una corona de hojas de roble y laurel, en la cinta de la corona se indican los grados de la medalla: I, II, III. En el reverso de la medalla hay un escudo radial triangular con una estrella.
La insignia de la Medalla por Servicio Impecable de 1.er grado está fabricada en tombac con partes doradas y esmaltadas de colores, la de 2.er grado de tompac con partes plateadas y otras doradas con esmaltes de colores y la de 3.er grado de tompac plateado y con partes esmaltadas de colores.
La medalla está conectada con un ojal y un anillo a un bloque pentagonal cubierto con una cinta muaré de seda verde. La cinta en el medio tiene rayas rojas, cuyo número corresponde al grado de la medalla.

## Medallas y cintas
| 1.er grado           | 2.do grado | 3.er grado |
| -------------------- | ---------- | ---------- |
|                      |            |            |
| Cintas de la medalla |            |            |
|                      |            |            |